# Velleia (Italië)

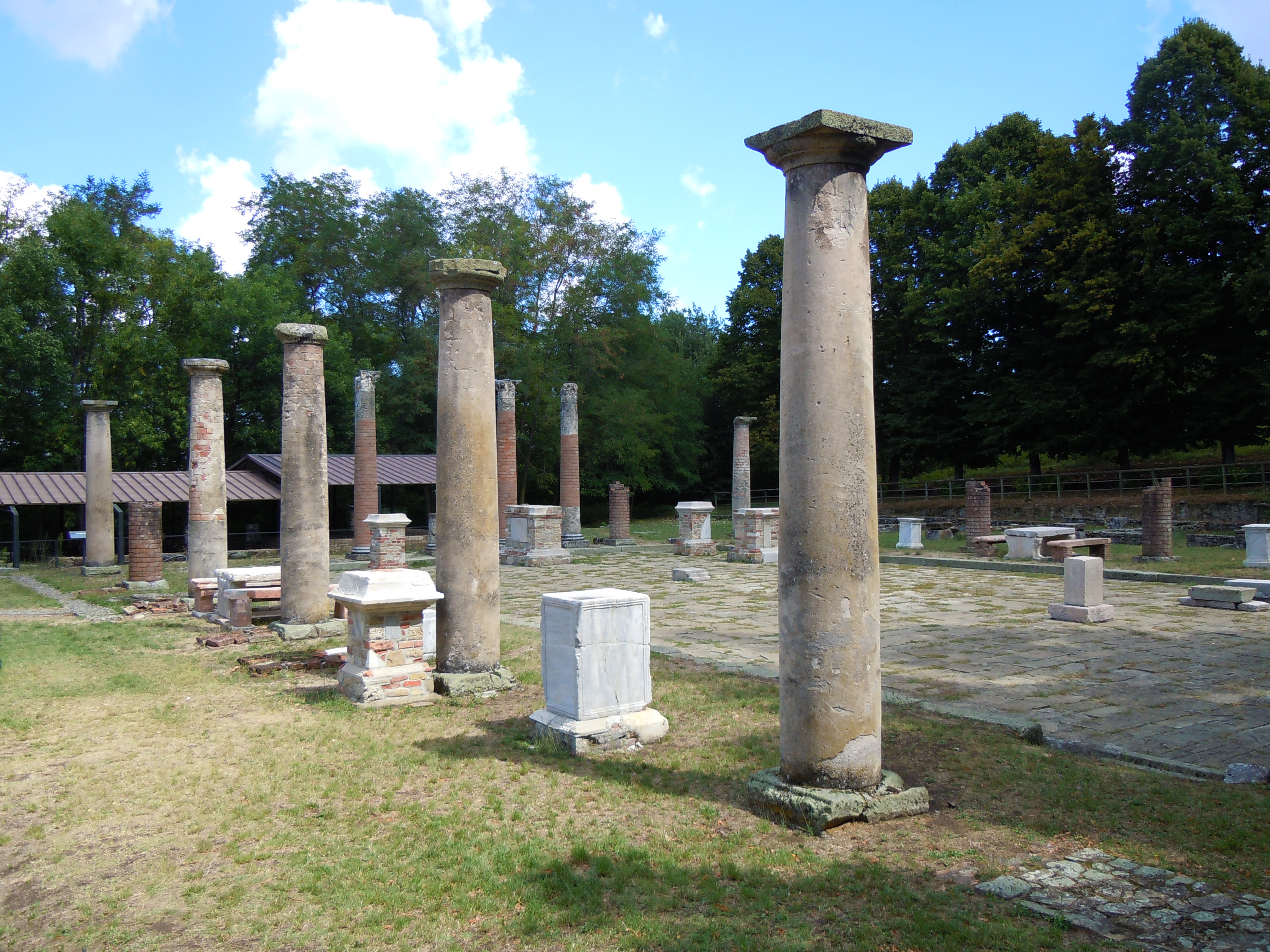
Archeologische Ruimte en Antiquarium van Veleia - MIBAC

Velleia is een plaats (frazione) in de Italiaanse gemeente Lugagnano Val d'Arda.